# Panzeria melanopyga
Panzeria melanopyga là một loài ruồi trong họ Tachinidae.